# Бондарь, Юрий Павлович
Юрий Павлович Бондарь (род. 11 апреля 1973 года, Минск) — белорусский политолог, государственный деятель. Министр культуры Республики Беларусь (с 2017 по 2020). Ректор Республиканского института высшей школы с 2021 года.
Кандидат политических наук.

## Биография
Родился 11 апреля 1973 года в Минске. Отец — Павел Иванович Бондарь, белорусский историк.
В 1989 году поступил на отделение правоведения в минское торговое училище, окончил его с красным дипломом.
В 1997 году окончил юридический факультет Белорусского государственного университета по специальности «Правоведение».
С 2001 года работал в Белорусском государственном университете культуры и искусств на должностях преподавателя, старшего преподавателя, доцента кафедры культурологии, первого проректора.
В 2006 году защитил диссертацию по специальности «Теория политики, история и методология политической науки» в Академии управления при Президенте Республики Беларусь.
В 2007 году окончил Институт государственной службы Академии управления при Президенте Республики Беларусь по специальности «государственное управление социальной сферой».
В 2009 году присвоено ученое звание доцента по специальности «политология».
С 28 февраля 2013 года по 28 сентября 2017 года являлся ректором Белорусского государственного университета культуры и искусств.
В 2014 году был избран депутатом по Железнодорожному избирательному округу Минска. Являлся заместителем председателя Минского городского Совета депутатов XXVII созыва.
10 марта 2017 года награждён Почётной грамотой Национального собрания Республики Беларусь.
28 сентября 2017 года назначен Министром культуры Республики Беларусь.
19 ноября 2020 года освобождён от занимаемой должности.
4 декабря 2020 года награждён Почётной грамотой Совета Министров Республики Беларусь.
В марте 2021 года назначен на должность ректора Республиканского института высшей школы при БГУ.

## Научная деятельность
Автор более 100 научных трудов, в том числе 3 монографий.